# Георг Фридрих (Салм-Кирбург)
Георг Фридрих фон Залм-Кирбург (на немски: Georg Friedrich zu Salm-Kyrburg; * 31 май 1611; † 3 август 1681) е вилд-и Рейн-граф на Залм-Кирбург.

## Произход
Той е вторият син на шведския военачалник граф Йохан Казмир фон Салм-Кирбург (1577 – 1651) и първата му съпруга графиня Доротея фон Золмс-Лаубах (1579 – 1631), вдовица на граф Мартин фон Регенщайн-Бланкенбург (1570 – 1597), дъщеря на граф Йохан Георг I фон Золмс-Лаубах (1547 – 1600) и Маргарета фон Шьонбург-Глаухау (1554 – 1606).
Баща му Йохан Казимир се жени втори път 1633 г. за графиня Анна Юлиана фон Лайнинген-Дагсбург-Харденбург (1599 – 1685). Фамилията често бяга по време на Тридесетгодишната война и от 1635 г. живее в Страсбург.
По-големият му брат Йохан Лудвиг (1609 – 1641) е убит в Кведлинбург.

## Фамилия
Първи брак: 19 февруари 1638 г. с графиня Анна Елизабет фон Щолберг (* 7 юли 1611; † 16 декември 1671), дъщеря на граф Лудвиг Георг фон Щолберг-Ортенберг (1562 – 1618) и вилд и Рейнграфиня Анна Мария фон Салм-Кирбург-Мьорхинген († ок. 1620). Те имат шест деца:
- Анна Доротея фон Кирбург (1638 – 1638)
- Йохан Лудвиг фон Кирбург (1640 – 164?)
- Мария Агата в Кирбург (1641 – 1691), омъжена на 24 август 1663 г. за граф Херман Франц Карл фон Мандершайд-Кайл († 1686)
- Анна Елизабет фон Кирбург (1642 – сл. 1670), омъжена за Ернст Казимир фон Крихинген († 1665)
- Фридерика Юлиана фон Кирбург (1651 – 1705), омъжена на 25 септември 1673 г. за Леополд Филип Вилхелм фон Салм-Грумбах, вилд и Рейнграф в Салм-Грумбах (1642 – 1719)
- Ернст фон Кирбург (1653 – 1662)

Втори брак: сл. 19 юли 1672 г. с Анна Елизабет фон Даун-Фалкенщайн (* 1 януари 1636; † 4 юни 1685), вдовица на граф Георг Вилхелм фон Лайнинген-Дагсбург (1636 – 1672), дъщеря на граф Вилхелм Вирих фон Даун-Фалкенщайн (1613 – 1682) и Елизабет фон Валдек-Вилдунген (1610 – 1647). Те нямат деца.